# سان‌ست استریپ (ترانه)
«سان‌ست استریپ» (به انگلیسی: Sunset Strip) تک‌آهنگی از راجر واترز خواننده/ترانه‌سرای اهل بریتانیا است که در سال ۱۹۸۷ میلادی منتشر شد.